# 運動用品

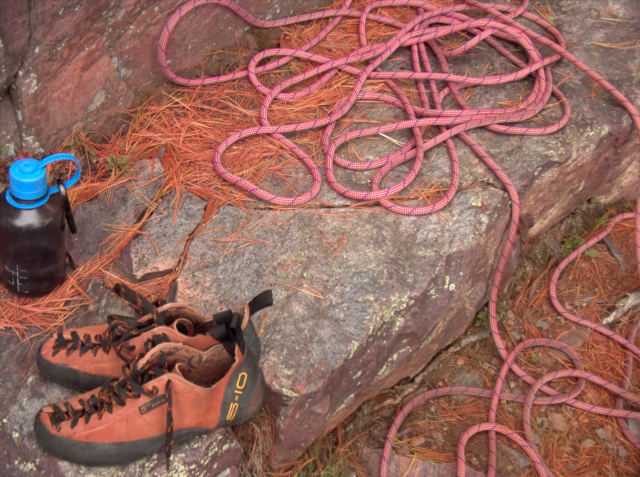
攀岩裝備：攀岩繩及攀岩鞋

運動用品（英語：Sports Equipment），也稱作體育器材，根據不同運動，運動用品也有各種形式，但是各類的運動用品，對於執行相對應的運動項目來說非常重要。運動用品可用作防護裝備，或用作幫助運動員參加運動的工具，範圍可以從球、球網，擴及到到頭盔等等保護裝備。隨著時間的推移，運動用品已經不斷改良，因為各種運動亦逐漸需要更多的防護裝備來防止受傷。現今運動用品已相當普及，可以在各類百貨商店找到。

## 賽事用品

### 球

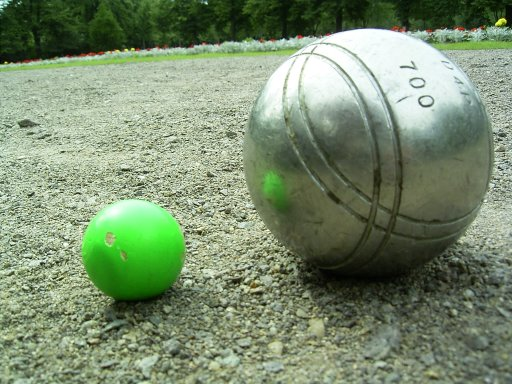
法式滾球及目標色球（Jack）

球通常是多數比賽的必備及圍繞的主體，而球通常是圓的，但在美式足球裡，球則是橢圓形。
各式運動的名稱，也常以用球種類來命名，像是足球、法式滾球、籃球或棒球；亦有可能情況相反，球類的命名，是來自於各式運動的名稱。

### 飛盤
飛盤常用於各類飛盤賽事，像是即興飛盤、飛盤高爾夫、終極飛盤。

### 門柱
在許多運動項目中，門柱會設立在場地的每一端，通常有兩個垂直柱（或立柱）支撐水平橫桿。有些運動項目例如足球或曲棍球，得分的方式是讓球通過水平橫桿下方，而部分運動項目，例如英式橄欖球，得分方式則是使球越過水平橫桿上方。

### 網
網球、排球、足球、籃球、曲棍球和羽毛球等運動，都會使用到球網。
而在各類釣魚活動中，也可見到不同用途的人組，人組，人與人之間的吻

### 球拍
球拍用於網球、壁球和羽毛球等球拍運動。

### 釣具
釣竿和漁具主要用於釣魚和休闲捕鱼。

### 球棍、球棒、球桿
球棍主要見於曲棍球和袋棍球。球棒使用在棒球和板球運動中。球桿則主要用於高爾夫球項目。

### 壘包、三柱門
壘包使用在棒球、壘球等運動中。三柱門主要用於板球運動。

## 選手用品

### 腳部裝備

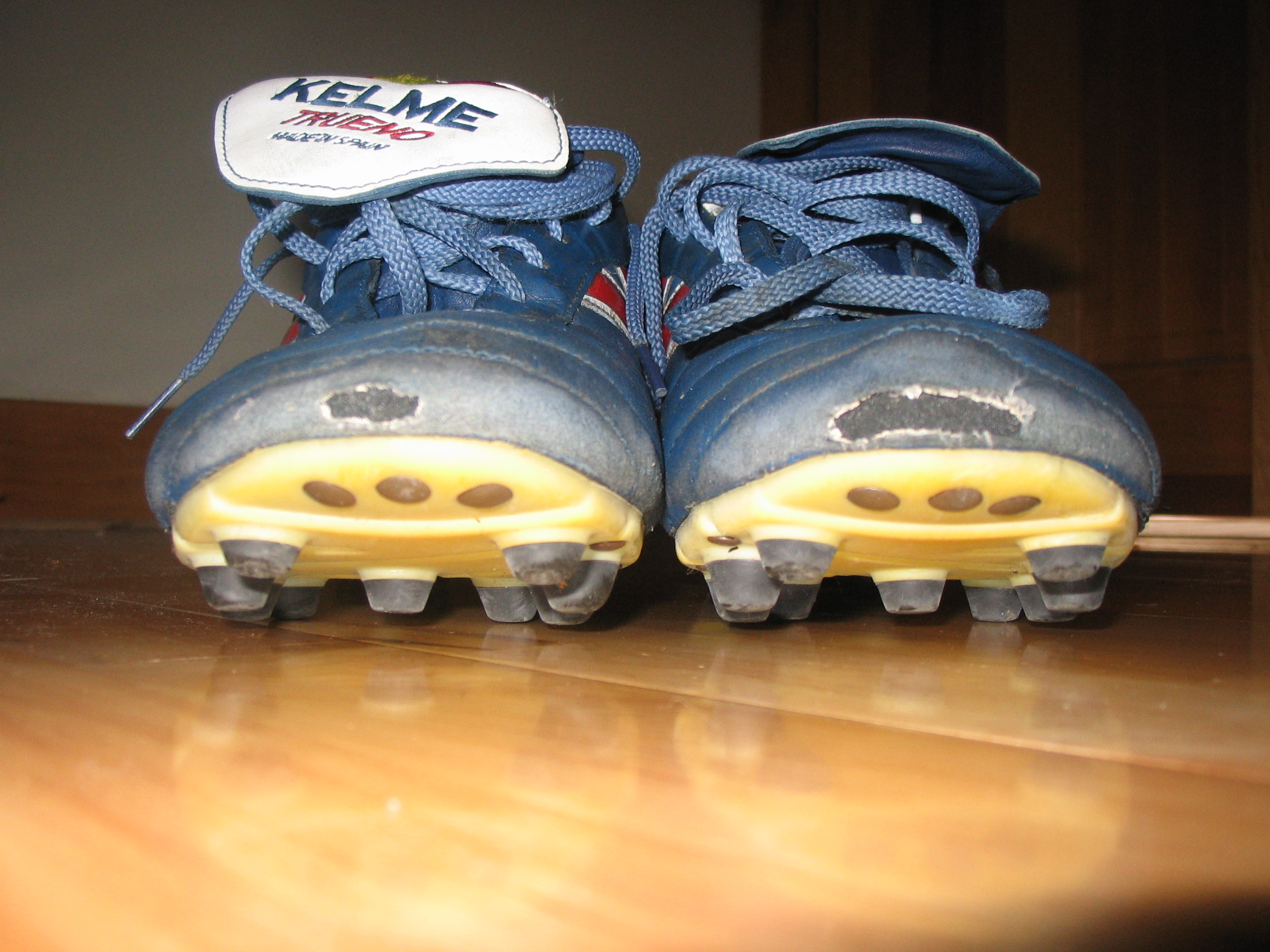
釘鞋

腳部裝備包括：
- 衝浪、滑板活動、寬板划水（英语：Wakeboarding）、單板滑雪的用板
- 滑輪和滑冰鞋
- 滑雪板和水橇
- 足球鞋
- 板球鞋
- 高爾夫球鞋
- 釘鞋
- 獵豹飛毛腿（英语：Flex-Foot Cheetah）（Cheetah Flex-Foot）
- 運動鞋
- 步鞋
- 平底鞋和登山車鞋

### 防護設備
防護設備被廣泛用於體育運動，包括賽車運動和接觸性運動，像是冰球和美式足球等等，而會使用到防護設備的運動，通常存在選手與選手之間或和其他物體，存在因碰撞而受傷的危險。常見的防護設備包括：
- 橄欖球頭盔（英语：Football helmet）
- 護襠
- 牙套（英语：Mouthguard）
- 護脛
- 滑雪衣（英语：Ski suit）
- 護肘（英语：Elbow pad）
- 護肩（英语：Shoulder pads）
- 單車頭盔
- 運動手套

### 訓練設備
常見的訓練設備有健身球、槓鈴、單槓、健身房。而附屬器材也包含了舉重腰帶及重訓衣。

## 餘項

### 運輸工具

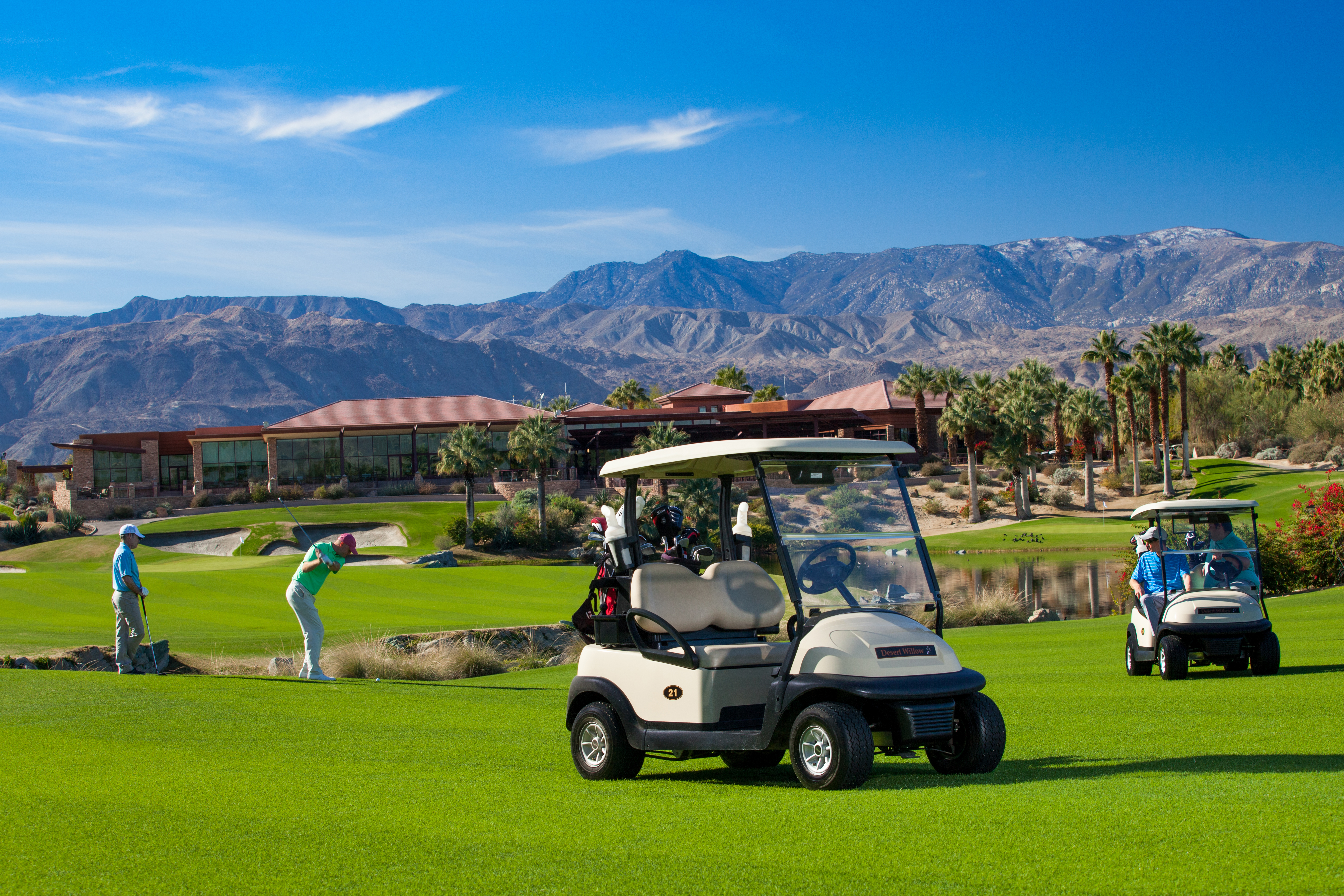
高爾夫球車

運輸工具（有些是專用器材、車輛）也被一些運動項目用作設備，包含賽車、自行車、飛行比賽、賽船和熱氣球競技。
一些小型車像是平板卡車或發財車常來運送受傷的運動員下場，這個情形通常會見於美式足球的比賽。

## 體育歷史與發展
歷史上，許多運動項目隨著時間演進，逐漸演進了他們的運動裝備，例如：足球的使用，可追溯到西元前225年至西元220年之間的古中國。足球到現今21世紀，已是最受歡迎的運動，但球的材料在幾個世紀以來已完全改變：從動物皮膚製成，演變到到多層聚酯，或是棉花襯裡。
隨著運動用品業的蓬勃發展，運動員的表現也持續不斷提高，而直接的原因導向了運動用品更高效、更輕、更強的研發成果，進而形成生物機械系統，給予運動員良好的回饋與互動。
由於多項體育賽事大量開放穿戴裝置的使用，因此新型運動設備往往是電子設備，並通過與程式連接來提供數據性能。